# Frank Borman
Frank Frederick Borman  (14. března 1928 Gary, Indiana, USA – 7. listopadu 2023 Billings, Montana, USA) byl americký astronaut z projektů Gemini a Apollo.

## Život

### Před lety do kosmu
V roce 1950 ukončil studium na americké vojenské akademii (United States Military Academy) s titulem inženýra. V roce 1962 obhájil další vědeckou hodnost na kalifornském leteckém institutu. Hned nato se stal učitelem termodynamiky na vojenské akademii a v témže roce 1962 se objevil ve druhé, devítičlenné skupině amerických astronautů připravujících se na lety do vesmíru. Po výcviku byl jmenován velitelem záložní posádky Gemini 4 a o půl roku později do hlavní posádky Gemini 7.
Byl ženatý a měl dvě děti.

### Lety do vesmíru
Poprvé letěl do vesmíru jako velitel na palubě kosmické lodi Gemini 7 v prosinci 1965 společně s Lovellem. Na oběžné dráze byla již Gemini 6A, byl to tedy skupinový let dvou spolupracujících lodí a tehdy to byl let dlouhodobý, s přistáním na vlnách oceánu. Mise trvala 14 dní.
Podruhé vzlétl z mysu Canaveral v Apollu 8 o tři roky později, opět jako velitel lodě. V posádce s ním byli James Lovell a William Anders. Loď letěla bez měsíčního modulu na oběžnou dráhu kolem Měsíce v rámci přípravy pozdějšího přistání jiného Apolla na jeho povrchu. Měli prvenství, že jako lidé poprvé překonali druhou kosmickou rychlost. Po letu trvajícím 147 hodin přistáli na hladině Tichého oceánu.
Ve vesmíru strávil téměř 20 dní.
- Gemini 7 (4. prosinec 1965 – 18. prosinec 1965)
- Apollo 8 (21. prosinec 1968 – 27. prosinec 1968)

### Po skončení letu
V květnu 1969 se s aktivní účasti astronauta v týmu rozloučil a stal se jedním z ředitelů NASA. Rok poté, 1. července 1970 odešel plukovník Borman i z NASA a zároveň z amerického letectva. Převzal místo viceprezidenta společnosti Eastern Airlines a o osm let později se stal jejím prezidentem.. V roce 1982 byl uveden v Ohiu do National Aviation Hall of Fame (Národní letecká síň slávy).